# Szata Józefa
Szata Józefa, hiszp. La túnica de José – obraz olejny hiszpańskiego artysty barokowego Diega Velázqueza.
Obraz został wykonany w Rzymie w klasztorze San Lorenzo. Prawdopodobnie stanowił uzupełnienie do innego dzieła wykonanego w tym czasie pt. Kuźnia Wulkana.

Temat obrazu został zaczerpnięty ze Starego Testamentu, z Księgi Rodzaju. Historia opowiada o młodych latach patriarchy Józefa. Był ukochanym synem Jakuba, dzięki czemu otrzymał od niego wspaniałą szatę. Miał też sen, w którym sprawował władzę nad rodzeństwem. Jego bracia zazdrościli mu jego względów u ojca. Któregoś dnia całe starsze rodzeństwo pasło trzodę poza granicami miasta. Jakub wysłał do nich Józefa z wiadomością. Na jego widok uradzili, iż zabiją go, lecz po wstawiennictwie Rubena, postanowili wrzucić go do studni. Gdy tylko Józef dotarł do nich, rzucili się na niego, obdarli z płaszcza i porzucili w studni. Następnie powrócili do domu ojca, którego przekonali, że Józef zginął: 

Wzięli szatę Józefa i zabiwszy młodego kozła, umoczyli ją we krwi, po czym tę szatę posłali ojcu. Ci zaś, którzy ją przywieźli, rzekli: „Znaleźliśmy ją. Zobacz, czy to szata twego syna, czy nie”. Jakub rozpoznawszy ją zawołał: „Szata mego syna! Dziki zwierz go pożarł! Dziki zwierz rozszarpał Józefa!” I Jakub rozdarł swoje szaty, a potem przepasał biodra worem i opłakiwał syna długi czas. (Rdz 37:18-34)

## Opis obrazu
Velázquez wybrał moment, gdy Jakubowi przedstawiono szaty Józefa i gdy rozpoznał w nich swój podarunek dla ukochanego syna. Jakub siedzi po prawej stronie i wykonuje typowy gest rozpaczy. Jego laska spada na dywan, a wzrok wpatrzony jest w przyniesione ubranie. Po lewej stronie trzej bracia prezentują zakrwawiony strój. Choć według Starego Testamentu to nie bracia przynoszą szaty, artysta przedstawia tu rodzeństwo, by ukazać ich różne postawy. Ukazani od tyłu, z profilu lub zwróceni przodem, poprzez gesty i wyraz twarzy zdradzają swoje zawstydzenie i niepewność, czy kłamstwo nie wyjdzie na jaw. Jedynie pies (w późniejszej ikonografii symbol wierności) ukazany u dołu wydaje się rozpoznawać podstęp braci i wyczuwając krew kozła, a nie człowieka, szczeka na posłańców. Sugerowano, iż jego pojawienie się w tej kompozycji polecił Velázquezowi Rubens, co miało dodać dziełu więcej elegancji. Psy pojawiają się również w późniejszych pracach Velázqueza, m.in. na obrazie Panny dworskie z 1659 roku. Dwie postacie ukazane w cieniu pomiędzy Jakubem a braćmi zostały domalowane w późniejszym okresie.
Styl, w jakim namalowano dzieło, przejawia wpływy malarstwa włoskiego. Postać nagiego brata stojącego tyłem i jego gest są charakterystyczne dla bolońskiego i rzymskiego akademizmu. Również krajobraz utrzymany w niebieskiej tonacji jest charakterystyczny dla sztuki włoskiej. Podłoga, na której rozgrywa się akcja, nakreślona jest w formie szachownicy i stanowi studium włoskich zasad perspektywy. Głębia przestrzeni jest podkreślona poprzez przedmioty porozrzucane na podłodze, ułożone diagonalnie.